# Marek Obrębalski
Marek Adam Obrębalski (ur. 25 grudnia 1957 w Jeleniej Górze) – polski samorządowiec i ekonomista, od 2006 do 2010 prezydent Jeleniej Góry.

## Życiorys
Syn Stanisława. Ukończył w 1980 studia na Akademii Ekonomicznej we Wrocławiu, w 1984 uzyskał stopień doktora nauk ekonomicznych. Został pracownikiem naukowym Akademii Ekonomiczneej we Wrocławiu, w latach 1999–2005 pełnił funkcję prodziekana Wydziału Gospodarki Regionalnej i Turystyki w Jeleniej Górze. Był także zastępcą dyrektora Wojewódzkiego Urzędu Statystycznego w Jeleniej Górze oraz kierownikiem i głównym specjalistą ośrodka zajmującego się statystyką regionalną w ramach Urzędu Statystycznego we Wrocławiu. Został ekspertem Fundacji Rozwoju Demokracji Lokalnej. Jest autorem około 200 publikacji naukowych z zakresu gospodarki lokalnej, strategii rozwoju terytorialnego, statystyki regionalnej, a także współautorem kilku książek.
Należał do Unii Wolności. W wyborach samorządowych w 1998 bezskutecznie ubiegał się z ramienia tego ugrupowania o mandat radnego Jeleniej Góry. Od 2001 do 2010 był związany z Platformą Obywatelską. Z jej ramienia w 2004 bezskutecznie kandydował do Parlamentu Europejskiego, w 2005 do Sejmu, a w 2006 został wybrany na prezydenta Jeleniej Góry. Wszedł w skład zarządu Związku Miast Polskich, powołano go na wiceprzewodniczącego zarządu Stowarzyszenia Gmin Uzdrowiskowych RP. W 2010 bez powodzenia ubiegał się o reelekcję na prezydenta miasta z ramienia komitetu Razem dla Jeleniej Góry z poparciem Dolnego Śląska XXI, uzyskał natomiast mandat radnego sejmiku dolnośląskiego z ramienia komitetu Rafała Dutkiewicza. Zasiadł w klubie DŚ XXI (przemianowanym w 2011 na Obywatelski Dolny Śląsk). W 2014 został wybrany na radnego sejmiku V kadencji z listy Platformy Obywatelskiej (jako kandydat Rafała Dutkiewicza). Kandydował także na prezydenta Jeleniej Góry, przegrywając ponownie w II turze z Marcinem Zawiłą. W marcu 2016 opuścił w sejmiku klub PO, współtworząc klub radnych Bezpartyjni Samorządowcy (od lipca tego samego roku do czerwca 2018 pod nazwą Dolnośląski Ruch Samorządowy). W 2018 utrzymał mandat radnego województwa na kolejną kadencję, zostając wiceprzewodniczącym sejmiku. W marcu 2021 opuścił klub BS w sejmiku, współtworząc klub Bezpartyjni i Samorządowcy (związany z Ogólnopolską Federacją BiS, skupiającą zasadniczą część ruchu BS), który w 2023 przemianowano na klub BS. W tym samym roku z ramienia tego ugrupowania wystartował do Senatu.

## Odznaczenia
Odznaczony Srebrnym (1995) i Złotym (2003) Krzyżem Zasługi.